# Écs
Écs é um município da Hungria, situado no condado de Győr-Moson-Sopron. Tem 19,85 km² de área e sua população em 2015 foi estimada em 1.903 habitantes.